# Chytroglossa
Chytroglossa es un género de   orquídeas epifitas. Tiene tres especies. Es originario de Brasil.

## Distribución y hábitat
Este género se compone de tres especies epífitas de pequeño tamaño, de crecimiento cespitoso, muy similares entre sí, son naturales del sudeste de Brasil donde suelen aparecer en la sombra de los bosques tropicales.

## Descripción
Tienen pequeños pseudobulbos ovoides, coronados por una sola hoja carnosa, oblongo-lanceolada, con forma de taza, pseudopeciolada. Las inflorescencias son múltiples en forma de racimos, colgantes, emergiendo de las axilas con más de una docena de flores vistosas, coloridas y muy espaciadas, con brácteas en la base del pedúnculo de color claro u oscuro y con relieve.
Las flores son muy atractivas por su tamaño, relativamente grandes y de colores atractivos. Los pétalos son oblongo-lanceolados de color verde, ligeramente curvados hacia adelante, el sépalo dorsal  es un poco más ancho que los pétalos y tiene la misma forma y color de estos. El labelo es lobulado y cóncavo con el lóbulo central verdoso o amarillento. La columna es alargada, y aplanada, con alas puntiagudas en el extremo. 

## Evolución, filogenia y taxonomía
Fue presentado por Rchb.f. en Hamburger Garten - und Blumenzeitung 19: 546, en 1863.

## Etimología
El nombre de este género deriva de la latinización de dos palabras griegas: χύτρος (khýtros), que significa "olla" o "pote" y γλώσσα, que significa "lengua", refiriéndose a la concavidad existente en el labelo de sus flores.

## Especies deChytroglossa
- Chytroglossa aurata  Rchb.f. (1863)
- Chytroglossa marileoniae  Rchb.f. (1863)
- Chytroglossa paulensis  Edwall (1903)